# Најамна кућа Саломона Соненберга
Најамна кућа Саломона Соненберга се налази у улици Ђуре Ђаковића у Суботици.
Грађевина је подигнута 1910. године по пројектима Исидора Штрасбургера и Лајоша Гомбоша. Зграда у којој се данас налази Генерални конзулат Републике Мађарске представља један од најлепших примера мађарске варијанте сецесије. Распламсале боје биљних мотива на декоративним елементима од жолнаи керамике имале су узор у мађарским фолклорним мотивима.